# Circunscrições eclesiásticas católicas dos países nórdicos

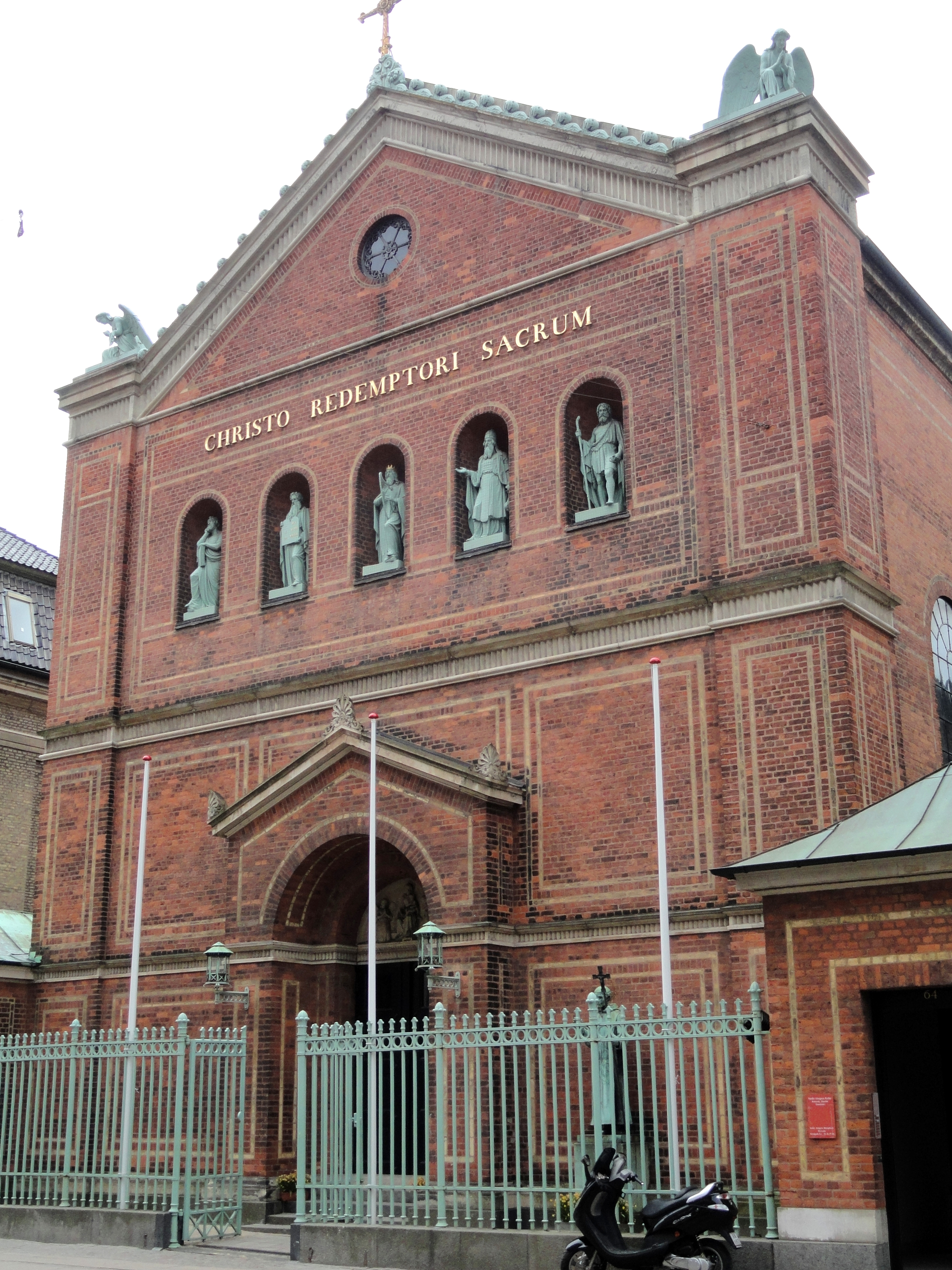
Catedral de Santo Ansgário, em Copenhague.

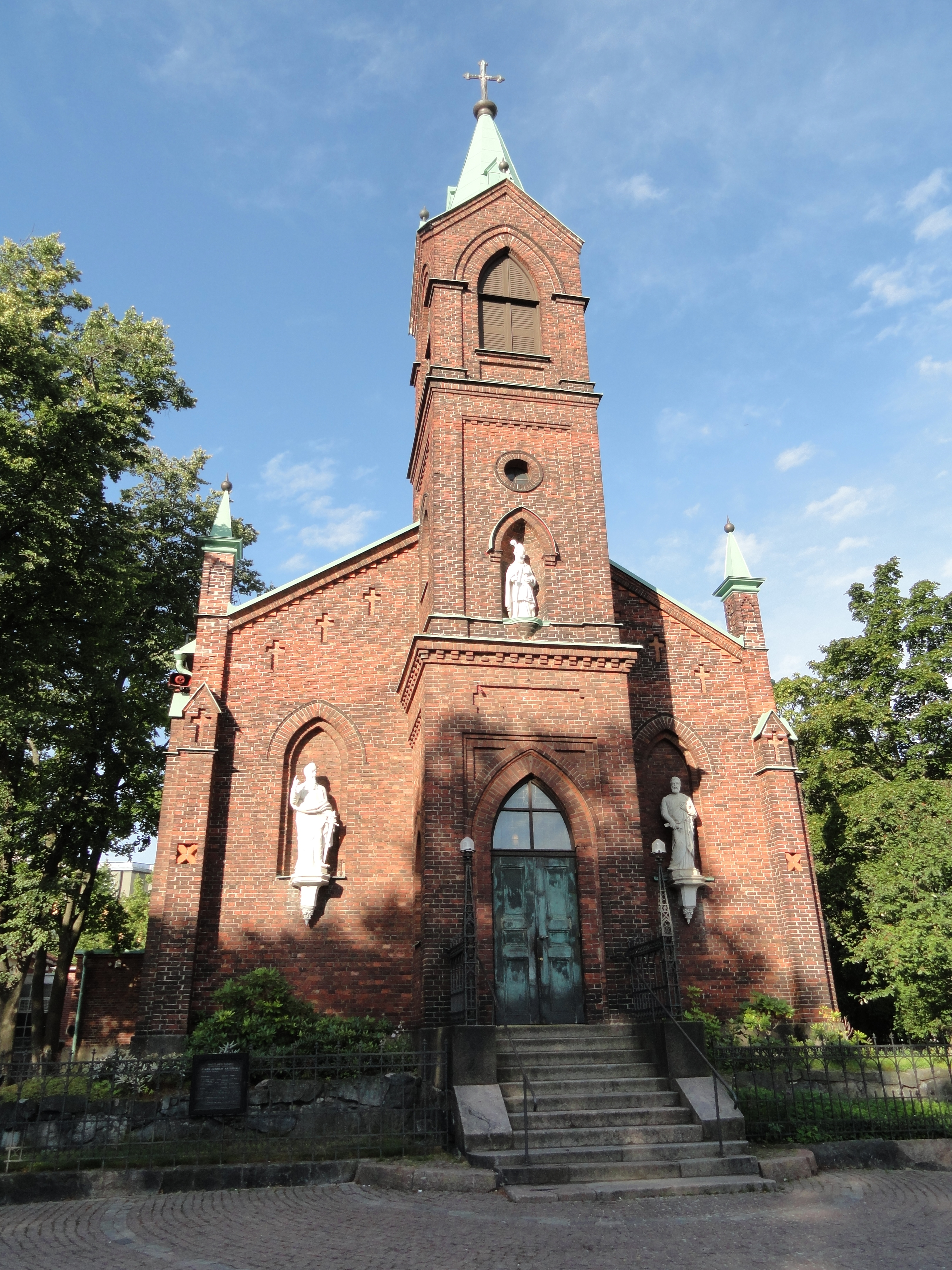
Catedral de Santo Henrique, em Helsinque.

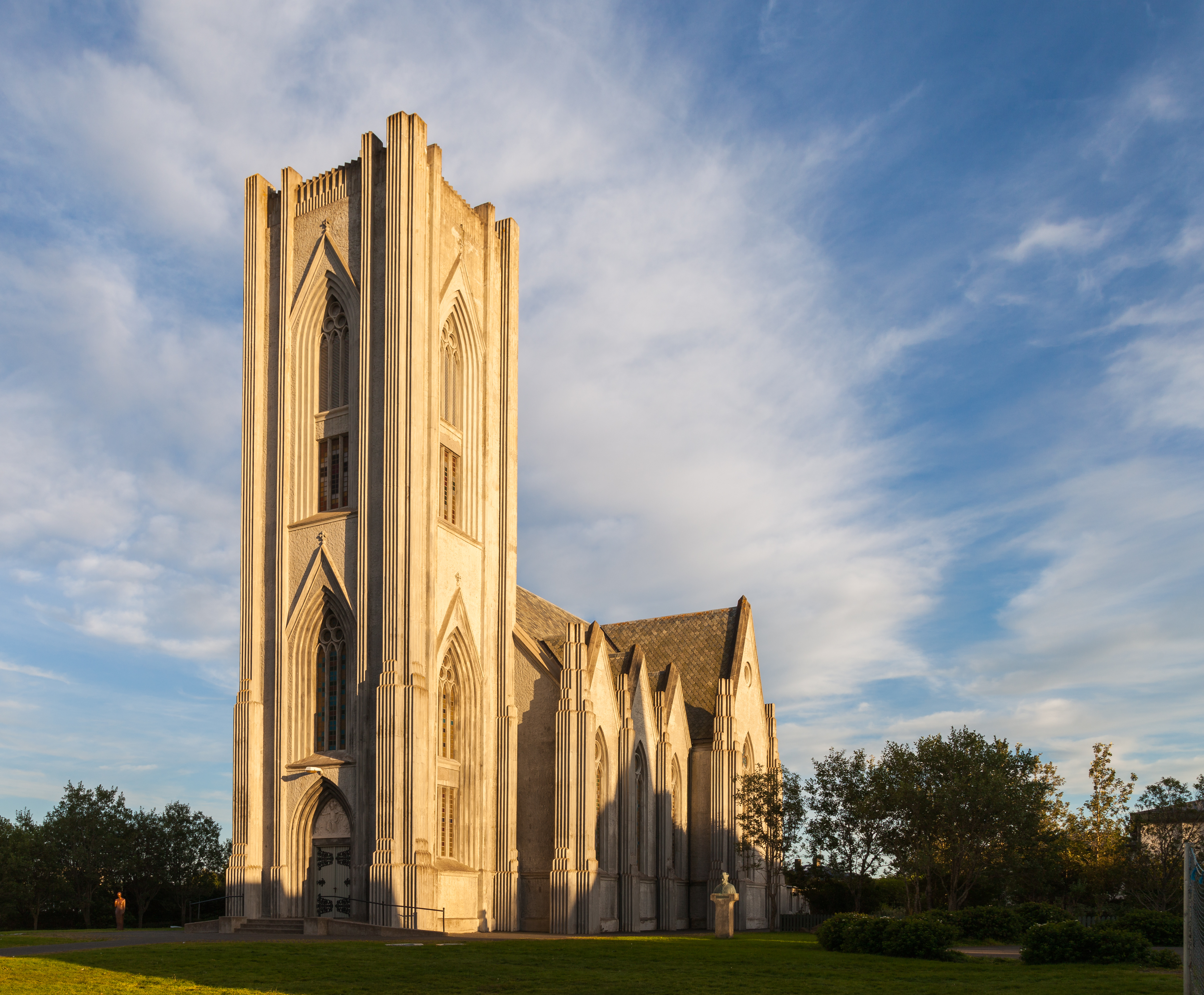
Landakotskirkja, ou Basílica do Cristo Rei, em Reiquiavique.

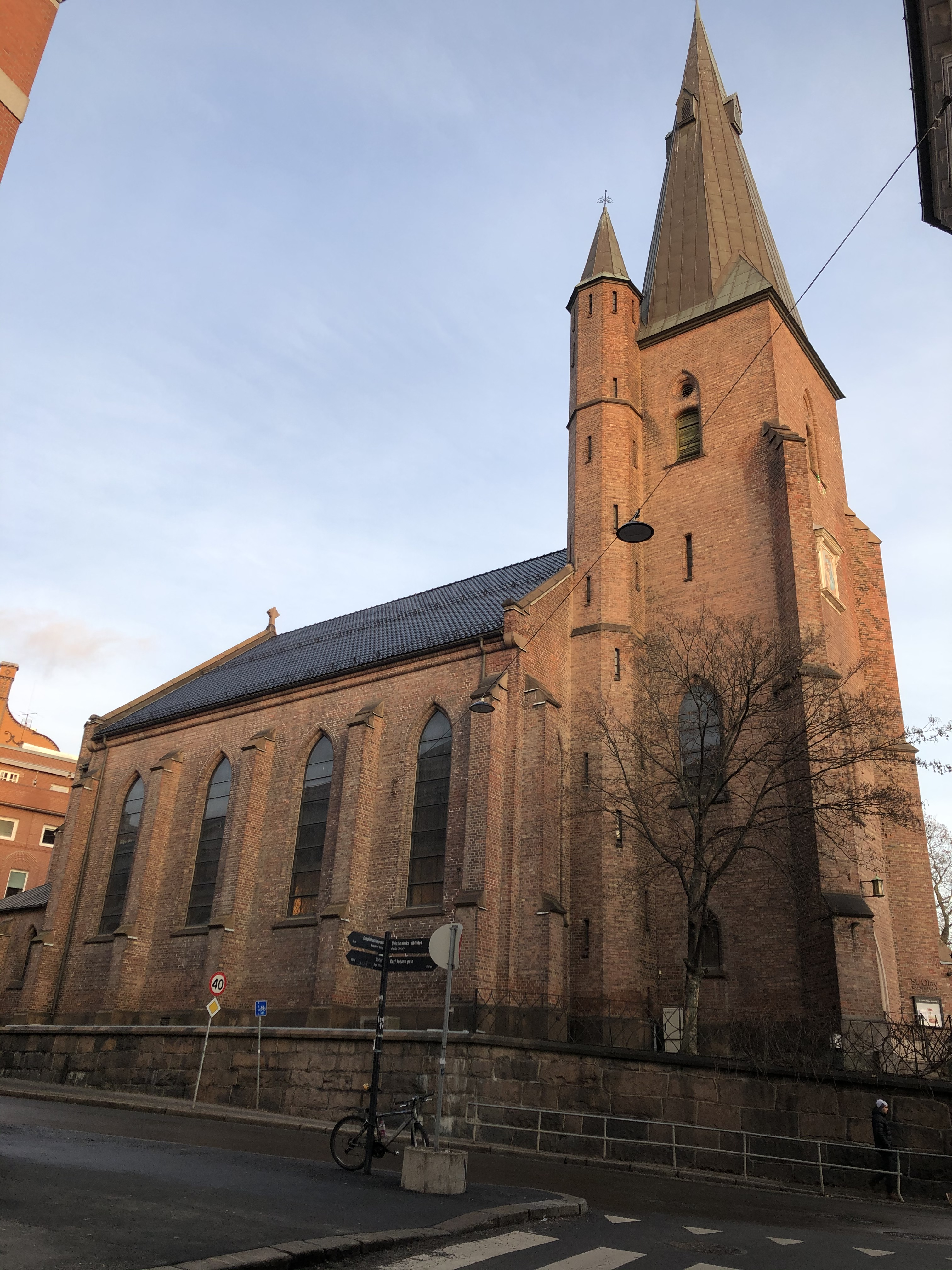
Catedral de Santo Olavo, em Oslo.

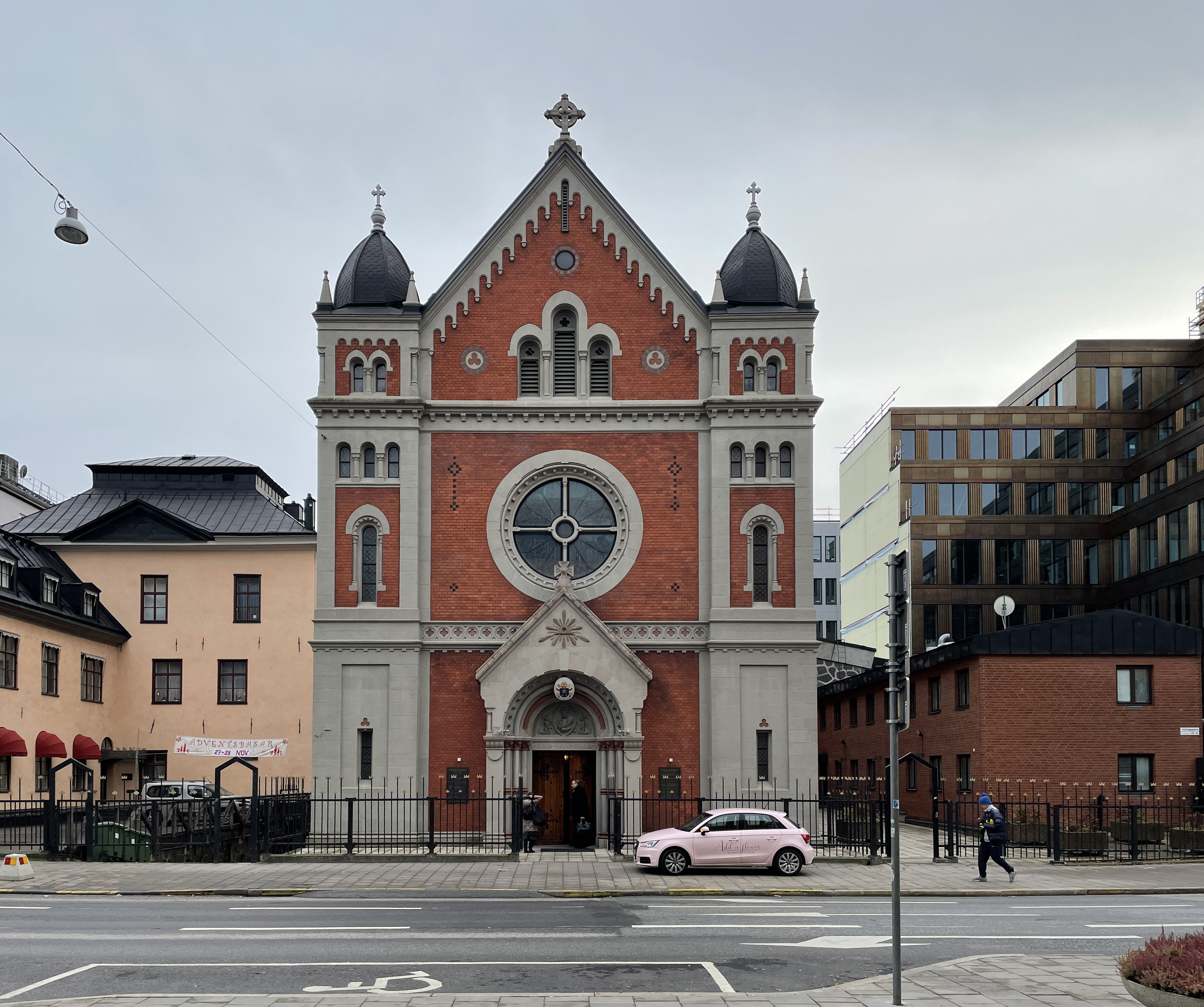
Catedral de Santo Érico, em Estocolmo.

Este artigo refere-se a divisão administrativa da Igreja Católica nos países nórdicos e lista as dioceses por país. Todas as circunscrições de rito latino estão imediatamente ligadas à Santa Sé, ou seja, não estão centradas em uma arquidiocese metropolitana).
Devido ao fato de que todos os países têm maiorias luteranas, a Igreja Católica tem um número limitado de fiéis.

## Rito latino

### Dinamarca
- Diocese de Copenhague (também inclui os territórios das Ilhas Feroé e da Groenlândia)[1]

### Finlândia
- Diocese de Helsinque (também inclui o território das Ilhas Aland)[2]

### Islândia
- Diocese de Reykjavík[3]

### Noruega
A Noruega é o único país nórdico que possui mais de uma circunscrição eclesiástica de rito latino em seu território:
- Diocese de Oslo
- Prelazia de Trondheim
- Prelazia de Tromsø

### Suécia
- Diocese de Estocolmo[5]

## Rito bizantino
A Igreja Greco-Católica Ucraniana tem um exarcado apóstolico presente em alguns países da região, para os fiéis que seguem o rito bizantino.
- Exarcado Apostólico na Alemanha e Escandinávia para os Ucranianos, sediada em Munique, Alemanha, que também inclui os territórios da Dinamarca, Finlândia, Noruega e Suécia.[8]